# Stygochactas granulosus
Genre
Espèce
Synonymes
- Typhlochactas granulosus Sissom & Cokendolpher, 1998

Stygochactas granulosus, unique représentant du genre Stygochactas, est une espèce de scorpions de la famille des Typhlochactidae.

## Distribution
Cette espèce est endémique du Veracruz au Mexique. Elle se rencontre à Tlaquilpa dans la grotte Sótano de Poncho.

## Description
Le mâle juvénile holotype mesure 17,30 mm. Ce scorpion est anophtalme.

## Systématique et taxinomie
Cette espèce a été décrite sous le protonyme Typhlochactas elliotti par Sissom et Cokendolpher en 1998. Elle est placée dans le genre Stygochactas par Vignoli et Prendini en 2009.

## Publications originales
- Sissom & Cokendolpher, 1998 : « A new troglobitic scorpion of the genus Typhlochactas (Superstitioniidae) from Veracruz, Mexico. » Journal of Arachnology, vol. 26, no 3, p. 285–290 (texte original).
- Vignoli & Prendini, 2009 : « Systematic revision of the troglomorphic North American scorpion family Typhlochactidae (Scorpiones, Chactoidea). » Bulletin of the American Museum of Natural History, no 326, p. 1-94 (texte original).